# Torneig d'escacs de Sant Petersburg de 1914

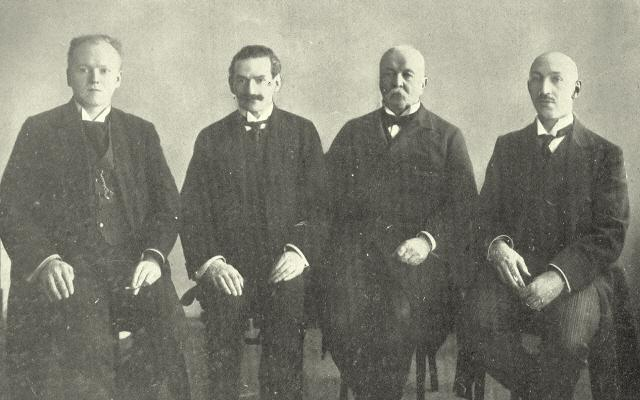
Els quatre organitzadors del Torneig d'escacs de St. Petersburg de 1914: d'esquerra a dreta, P.P. Saburov, Y.O. Sosnitsky, P.A. Saburov i B.E. Maliutin

El Torneig de Sant Petersburg de 1914 fou un històric torneig d'escacs que es va organitzar a Sant Petersburg, per celebrar, el 1914, el desè aniversari de la Societat d'Escacs de St. Petersburg.
El president del comitè organitzador fou Peter Petrovich Saburov, i entre els membres del comitè hi havia: Boris Maliutin, Peter Alexandrovich Saburov, i O. Sossnitzky.
El comitè va intentar de convidar els vint millors jugadors d'escacs del moment, amb el Campió del món Emanuel Lasker, l'aspirant José Raúl Capablanca, i els dos guanyadors del Torneig de Mestres de Totes les Rússies 1913/14 (Aleksandr Alekhin i Aron Nimzowitsch). Desafortunadament, Amos Burn, Richard Teichmann, i Szymon Winawer declinaren d'anar-hi per diverses raons, com per exemple la seva avançada edat. D'altra banda, Oldřich Duras, Géza Maróczy, Carl Schlechter, Rudolf Spielmann, Savielly Tartakower, Milan Vidmar i Max Weiss no pogueren acceptar a causa de les tensions entre l'Imperi Rus i Àustria-Hongria el 1914. Finalment, foren acceptats onze jugadors, d'Alemanya, França, el Regne Unit, els Estats Units, Cuba, i l'Imperi Rus.
Segons els rànquings (no oficials) de Chessmetrics, el torneig fou (a març de 2005) el 13è més fort de la història en termes dels jugadors d'alt nivell que hi participaren, i el 5è més fort de la història fins a aquell moment.
Els jugadors foren compensats degudament per les seves despeses. Lasker va obtenir 4.500 rubles per jugar el que seria el seu primer torneig en cinc anys. Els premis o diners per empat i victòria s'havien de guanyar sobre el tauler. L'esdeveniment principal es va perllongar des del 21 d'abril al 22 maig de 1914. Les partides es van jugar al Club d'Escacs de Sant Petersburg, a la tarda i nit. El control de temps era de 30 moviments en 2 hores, seguit de 22 moviments en 1½ hores i de 15 moviments per hora per la resta de la partida.

## Preliminars
Els preliminars prengueren la forma d'un torneig round-robin a una volta, amb les cinc primeres places classificatòries per la fase final. Capablanca va jugar molt bé en aquesta fase. La gran sorpresa fou l'eliminació d'Akiba Rubinstein. L'elit de Sant Petersburg estigué present en un gran banquet al final dels preliminars. Serguei Prokófiev hi va donar un recital de piano.

Resultats i classificació:
| #  | Jugador                              | 1 | 2 | 3 | 4 | 5 | 6 | 7 | 8 | 9 | 10 | 11 | Total |
| -- | ------------------------------------ | - | - | - | - | - | - | - | - | - | -- | -- | ----- |
| 1  | José Raúl Capablanca (Cuba)          |   | ½ | ½ | 1 | ½ | 1 | ½ | 1 | 1 | 1  | 1  | 8     |
| 2  | Emanuel Lasker (Imperi Alemany)      | ½ |   | ½ | ½ | ½ | 0 | 1 | ½ | 1 | 1  | 1  | 6½    |
| 3  | Siegbert Tarrasch (Imperi Alemany)   | ½ | ½ |   | ½ | ½ | 1 | ½ | 1 | 1 | 0  | 1  | 6½    |
| 4  | Aleksandr Alekhin (Imperi Rus)       | 0 | ½ | ½ |   | 1 | ½ | 1 | ½ | ½ | ½  | 1  | 6     |
| 5  | Frank James Marshall (Estats Units)  | ½ | ½ | ½ | 0 |   | 1 | ½ | ½ | 1 | 1  | ½  | 6     |
| 6  | Ossip Bernstein (Imperi Rus)         | 0 | 1 | 0 | ½ | 0 |   | ½ | ½ | ½ | 1  | 1  | 5     |
| 7  | Akiba Rubinstein (Imperi Rus)        | ½ | 0 | ½ | 0 | ½ | ½ |   | ½ | ½ | 1  | 1  | 5     |
| 8  | Aron Nimzowitsch (Imperi Rus)        | 0 | ½ | 0 | ½ | ½ | ½ | ½ |   | 0 | ½  | 1  | 4     |
| 9  | Joseph Henry Blackburne (Regne Unit) | 0 | 0 | 0 | ½ | 0 | ½ | ½ | 1 |   | 0  | 1  | 3½    |
| 10 | Dawid Janowski (França)              | 0 | 0 | 1 | ½ | 0 | 0 | 0 | ½ | 1 |    | ½  | 3½    |
| 11 | Isidor Gunsberg (Regne Unit)         | 0 | 0 | 0 | 0 | ½ | 0 | 0 | 0 | 0 | ½  |    | 1     |

## Final
El torneig final tournament fou un torneig a doble volta entre els cinc primers classificats de la fase preliminar. Com que els resultats de la fase s'arrossegaven, Capablanca, amb 1½ d'avantatge, començava com a líder i clar favorit per a guanyar la competició. A la primera meitat de la final, Lasker es va escapar per poc d'una derrota contra Capablanca, que hagués pogut decidir virtualment el torneig. Lasker va aconseguir de reduir en mig punt la diferència entre ell i Capablanca, de manera que el marcador reflectia la següent classificació: Capablanca 11, Lasker 10, Alekhin 8½, Marshall 7, Tarrasch 6½.
A la 19a ronda, Lasker va guanyar una actualment molt famosa partida contra Capablanca amb la variant del canvi de la Ruy López, canviant dames al sisè moviment (1.e4 e5 2.Cf3 Cc6 3.Ab5 a6 4.Axc6 dxc6 5.d4 exd4 6.Dxd4 Dxd4 7.Cxd4) i llavors superant Capablanca al final. Luděk Pachman remarca que l'elecció de Lasker d'obertura va ser un cop mestre, ja que Capablanca tenia la intenció de simplificar el joc per obtenir les taules, i la línia de Lasker va triar requereix que les negres juguin activament per tal d'explotar el seu avantatge de la parella d'alfils i no permetre que les blanques explotin la seva superior estructura de peons. Capablanca, en un intent d'evitar complicacions, jugà massa passivament i va ser derrotat per Lasker. En la següent ronda, una Capablanca en estat de xoc va perdre amb blanques des d'una posició superior contra Tarrasch. Aquest fet va permetre Lasker (qui va puntuar uns remarcables 7/8) de superar Capablanca, tot guanyant el torneig amb mig punt d'avantatge.
Lasker guanyà 1200 rubles, Capablanca 800 rubles, Alekhin 500 rubles, Tarrasch 300 rubles, i Marshall 250 rubles. A més a més, hi havia una provisió de fons pel Premi de Bellesa, amb el qual fou guardonat Capablanca (125 rubles) per la seva victòria contra Bernstein, Tarrasch obtingué 75 rubles (el segon premi) per la seva victòria sobre Nimzowitsch, i Blackburne guanyà 50 rubles (Premi especial de Bellesa) per la seva victòria sobre Nimzowitsch. La borsa de premis fou més que coberta per la recaptació de 6.000 rubles dels espectadors.

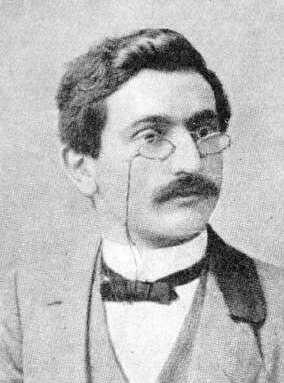
Emanuel Lasker, campió de la final

Resultats finals i classificació:
| # | Jugador                             | Prel. | 1  | 2  | 3  | 4  | 5  | Total |
| - | ----------------------------------- | ----- | -- | -- | -- | -- | -- | ----- |
| 1 | Emanuel Lasker (Imperi Alemany)     | 6½    |    | ½1 | 11 | 1½ | 11 | 13½   |
| 2 | José Raúl Capablanca (Cuba)         | 8     | ½0 |    | ½1 | 10 | 11 | 13    |
| 3 | Aleksandr Alekhin (Imperi Rus)      | 6     | 00 | ½0 |    | 11 | 1½ | 10    |
| 4 | Siegbert Tarrasch (Imperi Alemany)  | 6½    | 0½ | 01 | 00 |    | 0½ | 8½    |
| 5 | Frank James Marshall (Estats Units) | 6     | 00 | 00 | 0½ | 1½ |    | 8     |